# Membres de l'Orde dels Companys d'Honor
A continuació hi ha una llista dels Membres de l'Orde dels Companys d'Honor des de la creació de l'Orde el 1917 fins al present:

## Membres actuals

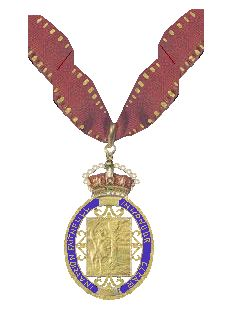
Insígnia i cinta dels Companys d'Honor

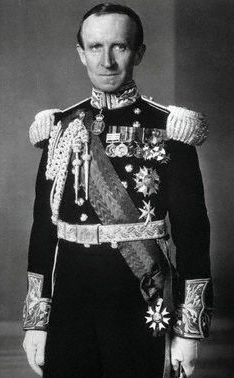
Lord Tweedsmuir, com a Governador General del Canadà lluint la insígnia de Company d'Honor al voltant del coll

- 1917: Jan Smuts, Henry Gosling, La Marquesa de Lansdowne, Elizabeth Haldane, Kenneth Quinan, Sir Henry Smith, Lord Burnham, Sir Frank Swettenham, Edward Strutt, Lord Faringdon, El Vescomte Chetwynd, Prof. William Ripper, Margaret Tennant, Violet Carruthers, William Davies, George Wardle, Alexander Wilkie
- 1918: Sir John Furley, James Seddon, James Parker, Sir Alfred Keogh, Sir Herbert Perrott, Bt., Sir Frederick Treves, Bt., Sir Samuel Provis
- 1919: Walter Layton, Thomas Royden
- 1920: George Nicoll Barnes, Philip Kerr
- 1921: John Clifford, Sir John Ellerman, Bt., El Vescomte Dillon, Arthur Headlam, Sir William Nicoll
- 1922: Sir Hall Caine, Winston Churchill, Sir Evan Evans, John Jowett, Sir Henry Newbolt
- 1923: John Davidson
- 1926: Wilson Carlile, Herbert James
- 1927: Hugh Sheppard, Stanley Bruce
- 1928: John Haldane
- 1929: Florence Barrett, Lady Barrett, Lilian Baylis, John Carlile, Bramwell Booth
- 1930: Agnes Royden, Valangiman Sankaranarayana Srinivasa Sastri, Gertrude Tuckwell, Margaret McMillan
- 1931: Helena Swanwick, Jane Harriet Walker
- 1932: John Buchan
- 1933: Philip Clayton, John Lidgett, Annie Horniman
- 1934: Thomas Ethelbert Page
- 1935: William Bruce, John White
- 1936: Dover Wilson, Hugh Pollock
- 1937: La Vescomtessa Astor, Melbourn Aubrey, Gwendoline Davies, John Spender, Charles Wilson
- 1938: Howell Arthur Gwynne
- 1939: George Gooch, James Mallon
- 1941: Albert Alexander
- 1942:  Lord Woolton, Sir Earle Page
- 1943: Joseph H. Hertz, Lord Leathers, Ernest Hives, Lord Snell, Essington Lewis
- 1944: Richard Casey, Edmund Fellowes, Robert Hudson, Sir Henry Wood
- 1945: El Comte de Selborne, Clement Attlee, Arthur Greenwood, Henry Williams, Gen. Henry Crerar, Leopold Amery, Ernest Brown, General Sir Hastings Ismay
- 1946: Archibald Hill, George Gibson, Vincent Massey
- 1947: James Bone, John Scott
- 1948: Walter de la Mare, Howell Lewis, William Whiteley
- 1949: Lord David Cecil, Arthur Deakin
- 1951: Herbert Morrison
- 1953: Edward Forster, Benjamin Britten, James Chuter Ede, Sir Ian Fraser, Thomas Johnston, Lord Cherwell
- 1954: John Christie, R.A. Butler
- 1955: Harry Crookshank, Hugh Martin, Thomas Jones (T. J.)
- 1956: El Vescomte Cecil de Chelwood, Sir John Kotelawala, Arthur Waley, Gordon Craig, Prof. Arnold Toynbee
- 1957: John Baillie, Sir Thomas Beecham, James Stuart, John Gregg
- 1958: Gordon Craig, El Vescomte Nuffield
- 1959: Sir Kenneth Clark, Walter Nash
- 1961: Tunku Abdul Rahman, El Comte of Limerick
- 1962: Walter Matthews, Selwyn Lloyd, John Maclay, Harold Watkinson, Lord Hailes
- 1964: Henry Brooke
- 1965: Prof. Patrick Blackett, Emanuel Shinwell
- 1966: Lady Megan Lloyd George, James Griffiths
- 1967: Sir William Bragg, Arthur Houghton, Harold Holt, Sir Arthur Bryant, Sir Harold Hartley, Lord Reid
- 1968: Patrick Gordon Walker
- 1969: Sir John Barbirolli, John McEwen
- 1970: Sir James Chadwick, Sir A. P. Herbert, Lee Kuan Yew, Sybil Thorndike
- 1971: John Gorton
- 1972: Lord Goodman, Herbert Howells, John Piper, William McMahon
- 1973: Bernard Leach, Dama Irene Ward
- 1974: Lord Hailsham de St Marylebone, La Comtessa de Limerick
- 1975: Lord Aylestone, Arnold Smith, Jack Ashley
- 1976: Lord Elwyn-Jones, Edward Short
- 1977: Malcolm Fraser, Sir John Gielgud
- 1978: Michael Somare, F. R. Leavis, Jack Jones
- 1979: Denis Healey
- 1980: Lord Thorneycroft, Lord Soames
- 1981: Brian Talboys, Lord Boyle de Handsworth, Frederick Sanger
- 1982: Prof. Sir Karl Popper
- 1983: Lord Carrington, Lucian Freud
- 1984: Prof. F. A. Hayek, Sir (James) Steven Runciman, Sir Sacheverell Sitwell, Bt., Pierre Trudeau
- 1986: Sir Keith Joseph
- 1987: Sydney Brenner, John Summerson, Dadie Rylands, Sir Peter Scott, Norman Tebbit
- 1988: Anthony Powell
- 1989: Prof. Stephen Hawking
- 1990: David Lange
- 1992: Kenneth Baker, Peter Brooke, Thomas King, Dr. Joseph Needham
- 1993: Sir Victor Pritchett, Charles Sisson, Dr. Elsie Widdowson
- 1994: David Astor, Sir Alec Guinness, Reginald Victor Jones, Lord Owen, Sir John Smith,
- 1995: Sir Denys Lasdun, Sir Nevill Mott
- 1996: Sir David Attenborough, Sir Richard Doll, Douglas Hurd, Derek Worlock
- 1997: Michael Heseltine, David Hockney
- 1998: Dr. Eric Hobsbawm, John Major, Christopher Patten, Bridget Riley
- 1999: Gen. John de Chastelain
- 2000: Richard Hamilton, Doris Lessing, Chad Varah, Dr. Amartya Sen
- 2001: Sir Harrison Birtwistle, Sir Colin Davis, Paul Scofield
- 2002: Sir Michael Howard, Harold Pinter, Bernard Haitink
- 2003: Lord Hannay de Chiswick, Sir Howard Hodgkin, Dr. James Lovelock, Sir Charles Mackerras, Sir Denis Mahon, Prof. Dan McKenzie
- 2005: Dama Judi Dench
- 2006: Prof. Anthony Pawson
- 2007: Sir Ian McKellen
- 2008: Lord Rogers of Riverside